# Olive Kitteridge (serial telewizyjny)
Olive Kitteridge – czteroodcinkowy serial dramatyczny z 2014 roku w reżyserii Lisy Cholodenko. Produkcja powstała na podstawie książki Elizabeth Strout wydanej w Polsce dwukrotnie pod tytułami: „Okruchy codzienności” z 2010 roku i „Olive Kitteridge” z 2014 roku. Premiera serialu w USA miała miejsce 2 listopada 2014 roku, a w Polsce 10 listopada tego samego roku. Całość powstała dla HBO. Zdjęcia kręcono w stanie Massachusetts.

## Fabuła
Tytułowa Olive Kitteridge (Frances McDormand) jest nauczycielką matematyki w szkole średniej. Charakteryzuje ją cięty humor, surowe usposobienie i twarde zasady moralne, za którymi Olive skrywa dobre serce. Jej mąż Henry (Richard Jenkins) prowadzi lokalną aptekę. Serial koncentruje się na głównej bohaterce i jej relacjach z otoczeniem - przedstawia wydarzenia na przestrzeni 25 lat życia miasteczka. Pokazana jest codzienność Olive i jej zwyczajne, pełne mniejszych i większych problemów życie. Odsłaniane są tajemnice i skrywane związki, przestępstwa i dramaty małej społeczności.

## Obsada
- Frances McDormand jako Olive Kitteridge
- Richard Jenkins jako Henry Kitteridge
- Zoe Kazan jako Denise Thibodeau
- Rosemarie DeWitt jako Rachel Coulson
- Martha Wainwright jako Angela O’Meara
- John Gallagher Jr. jako Christopher Kitteridge (dorosły)
- Jesse Plemons jako Jerry McCarthy
- Bill Murray jako Jack Kennison
- Peter Mullan jako Jim O’Casey
- Devin Druid jako Christopher Kitteridge (wiek 13)
- Maryann Urbano jako Linda Kennison
- Libby Winters jako Suzanne
- Donna Mitchell jako Louise Larkin
- Frank Ridley jako pan Thibodeau
- Patricia Kalember jako Joyce
- Audrey Marie Anderson jako Ann

## Emisja
| Seria | Seria | Odcinki | Oryginalna emisja | Oryginalna emisja | Oryginalna emisja | Oryginalna emisja | Oryginalna emisja |
| Seria | Seria | Odcinki | Premiera serii    | Finał serii       | Premiera serii    | Finał serii       |                   |
| ----- | ----- | ------- | ----------------- | ----------------- | ----------------- | ----------------- | ----------------- |
|       | 1     | 4       | 2 listopada 2014  | 3 listopada 2014  | 10 listopada 2014 | 1 grudnia 2014    |                   |

## Odcinki
| Nr | # | Tytuł oryginalny | Tytuł polski     | Reżyseria      | Scenariusz    | Premiera (HBO USA) | Premiera (HBO Polska) |
| -- | - | ---------------- | ---------------- | -------------- | ------------- | ------------------ | --------------------- |
| 1  | 1 | Pharmacy         | Apteka           | Lisa Choldenko | Jane Anderson | 2 listopada 2014   | 10 listopada 2014     |
| 2  | 2 | Incoming Tide    | Nadchodząca fala | Lisa Choldenko | Jane Anderson | 2 listopada 2014   | 17 listopada 2014     |
| 3  | 3 | A Different Road | Inna droga       | Lisa Choldenko | Jane Anderson | 3 listopada 2014   | 24 listopada 2014     |
| 4  | 4 | Security         | Bezpieczeństwo   | Lisa Choldenko | Jane Anderson | 3 listopada 2014   | 1 grudnia 2014        |